# ماکائو
ماکائو (به چینی: 澳門)، با نام رسمی منطقه اداری ویژه ماکائو جمهوری خلق چین (به چینی: 中華人民共和國澳門特別行政區) شبه جزیره‌ای در دریای جنوبی چین است که تا سال ۱۹۹۹ میلادی مستعمرهٔ پرتغال بود، ولی اکنون بخشی از خاک مناطق ویژۀ اداری کشور چین محسوب می‌شود. این منطقه که به‌صورت خودمختار اداره می‌شود دارای ۶۵۰٬۹۰۰ نفر جمعیت و ۱۱۵٫۳ کیلومتر مربع وسعت است.

## تاریخ
ماکائو در سال ۱۵۵۷ میلادی مستعمره پرتغال شد. در ۱۳ آوریل ۱۹۸۷ پرتغال و چین مذاکرات را در مورد وضعیت ماکائو آغاز کردند، سرانجام در ۲۰ دسامبر ۱۹۹۹ پرتغال با باز پیوستن ماکائو به چین مشروط به تبدیل ماکائو به یک منطقهٔ اداری، تجاری و بازرگانی و الزام چین مبنی بر اعطای خودمختاری اقتصادی و اجتماعی به ماکائو به مدت ۵۰ سال موافقت کرد. فرهنگ ماکائو نیز آمیزه‌ای از فرهنگ چینی و پرتغالی است.

## سیاست
در انتخابات ۲۹ اوت ۲۰۰۴ میلادی که در ماکائو برگزار شد، ادموند هو به عنوان رئیس دولت ماکائو انتخاب شد.

## جغرافیا

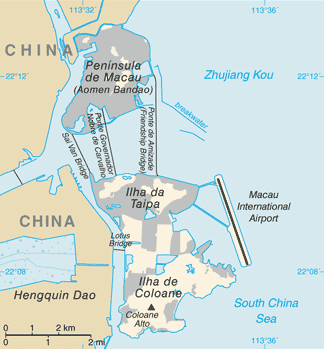

ماکائو جزیرۀ کوچکی در نزدیکی شهر جوخای واقع در جنوب چین و در مجاورت هنگ کنگ است که از ۶ مایل مربع مساحت و ۴۵۰ هزار نفر جمعیت برخوردار است.
ماکائو در جنوب شرق آسیا، جنوب چین و استان گوانگ دونگ واقع است، مرکز ماکائو، شهر ماکائو با ۱۲۰ هزار نفر جمعیت است. مساحت ماکائو ۱۶ کیلومتر مربع و جمعیت آن ۴۵۷ هزار نفر است. این کشور کوچک‌ترین کشور آسیا است. ماکائو نیز مانند هنگ کنگ از بندرها آزاد اداری - تجاری چین محسوب شده و مستقل نیست و با نام (Special Administrative Region) شناخته می‌شود.

## مردم
نژاد ۹۵ ٪ ماکائویی‌ها چینی و ۱ ٪ نیز دورگهٔ چینی و پرتغالی است. دین ۵۰ ٪ مردم ماکائو بودایی، ۱۵ ٪ کاتولیک و ۳۵ ٪ جمعیت نیز بی‌دین هستند. کانتونی زبان اکثریت مردم ماکائو است. زبان‌های هوکین و ماندارین و تا حدودی پرتغالی نیز رواج دارد.

## ورزش
ماکائو که از مستعمرات پرتغال به‌شمار می‌رفت در ۲۰ دسامبر ۱۹۹۹ به کشور چین ملحق شد و از آن زمان ماکائو تنها می‌تواند به توانایی‌های خودش برای پیشرفت فوتبال تکیه کند و دیگر مثل گذشته نمی‌تواند بازیکنان پرتغال را الگو قرار دهد و به سبک بازی متمرکز چینی‌ها خو گرفته است. فوتبال در ماکائو ورزش جوانی محسوب می‌شود و دیگران از جمله فدراسیون فوتبال ژاپن به این کشور کمک می‌کند و انتصاب ایجی اودا به عنوان مربی و ماساتاکا ایمای به عنوان کمک مربی با کمک آن‌ها میسر شد گرچه آن‌ها تیم را ترک کردند ولی بر سطوح پایه در فوتبال ماکائو تأثیرگذار بودند.
در شرایط کنونی علی‌رغم عدم گسترش فوتبال، پیشرفتهایی در فوتبال ماکائو مشاهده می‌شود. آن‌ها در مسابقات مقدماتی جام جهانی ۱۹۹۸ دو بازی را با نتیجه مشابه ده بر صفر واگذار کردند ولی دو سال بعد در مقدماتی جام ملت‌های آسیا فقط با سه گل اختلاف باختند. ماکائو تحت رهبری ایمای در مسابقات مقدماتی فوتبال شرق آسیا در فوریه ۲۰۰۳ شرکت کرد و به بهترین نتایج خود دست یافت و در بین پنج تیم سوم شد. دومینگاس چان یکی از بهترین دروازه بانان شرق آسیا می‌باشد و اکنون در لیگ حرفه‌ای هنگ کنگ بازی می‌کند و این تنها آغازی برای پیشرفت است.
در رشته وزنه‌برداری نیز و در بخش زنان ژانگ شائولینگ یکی از بهترین وزنه برداران آسیا است و در مسابقات آسیایی ۲۰۱۱ به مدال طلا دست یافت.

## اقتصاد

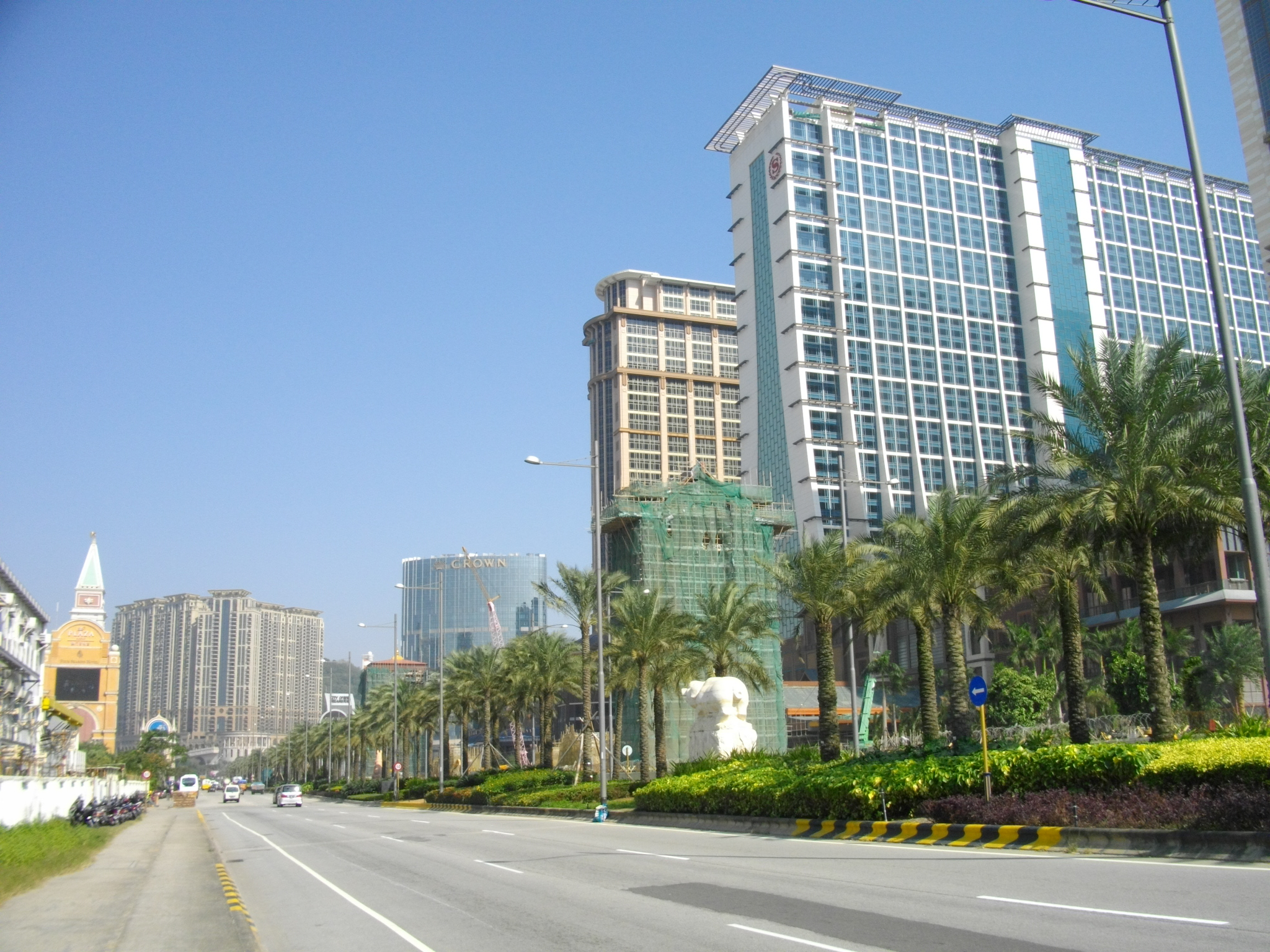
کازینوهای ماکائو در کوتای که بی‌شباهت به نواره لاس‌وگاس نیست، واقع شده‌اند.

۹۰ درصد اقتصاد ماکائو وابسته به درآمد کازینوها و دیگر تفریحات حاشیه‌ای قمار است. قمار چنان در فرهنگ چینی جاافتاده است که تنها در سال ۲۰۱۲ میلادی سود قمارخانه‌های ماکائو مبلغی بالغ بر ۳۸ میلیارد دلار بوده است.
روزانه بسیاری از چین برای آزمایش شانس خود و قمار از چین به ماکائو می‌آیند. لازم به توضیح است که بومیان بالای ۱۸ سال مجاز به استفاده از قمارخانه‌ها هستند و بومیان در سه روز اول سال نو چینی نمی‌توانند قمار کنند.
از صادرات ماکائو می‌توان به پوشاک، منسوجات، کفش، اسباب بازی، لوازم الکترونیکی و ماشین آلات اشاره کرد. توریسم نیز از جمله مهم‌ترین صنایع ماکائو محسوب می‌شود.

## جاذبه‌های گردشگری

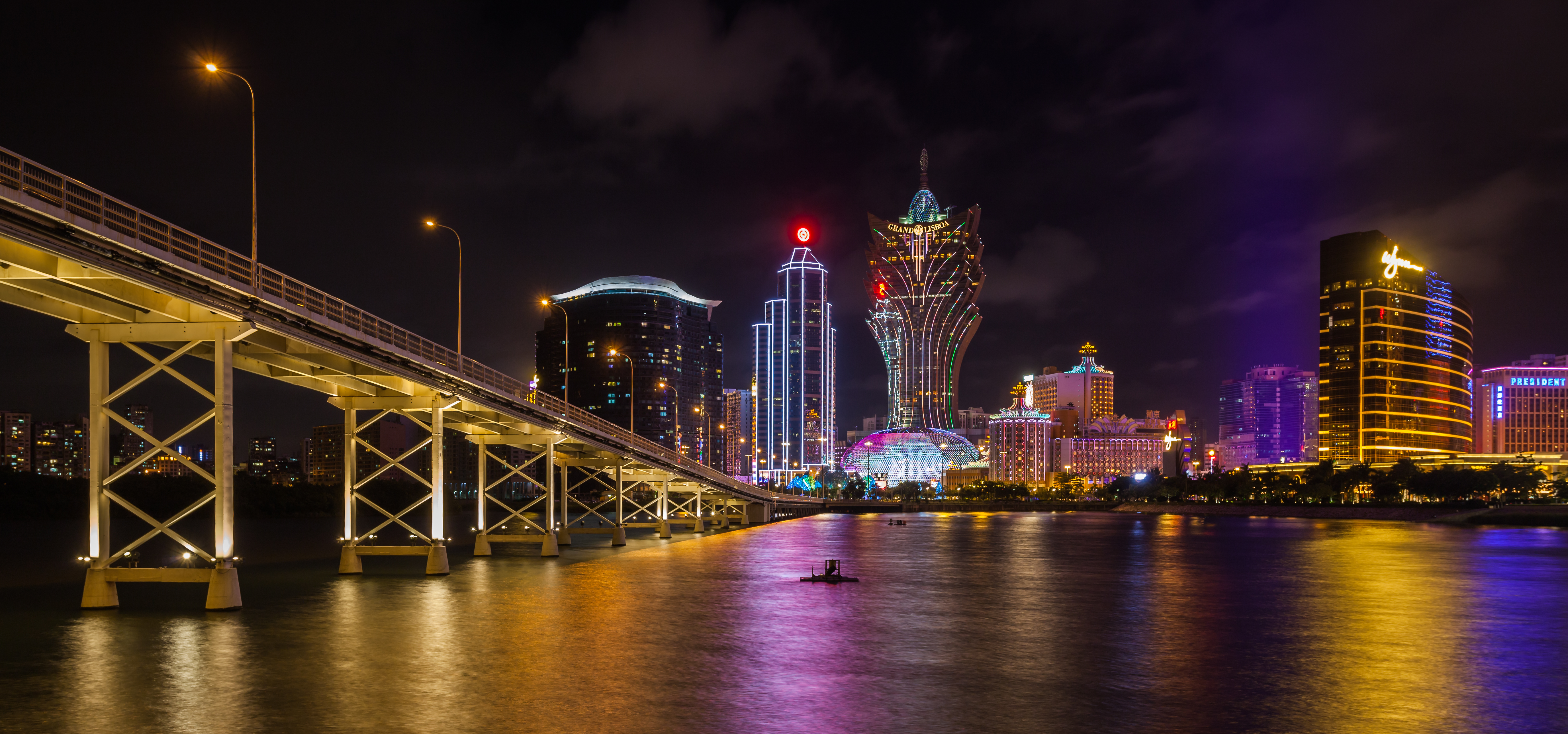
نمایی از شهر

اگرچه ماکائو به قمارخانه‌های آن شناخته می‌شود و در آن قمارخانه‌های بسیاری وجود دارد اما دارای جاذبه‌های تاریخی نظیر کلیساها، معابد، قلعه‌ها و ساختمان‌های قدیمی نیز هست که تلفیقی از فرهنگ اروپایی و چینی در کنار یکدیگر بوده و جاذبه‌ای زیبا را به وجود می‌آورد.